# Low Skies
 (septembre 2009).
 (novembre 2016).
Low Skies est un groupe de rock originaire de Chicago dans l'Illinois. Il est formé en 2000 par Jason Creps et Christopher Salveter.

## Membres
- Jason Creps : batterie
- Christopher Salveter : chant et guitare
- Jacob Ross : guitare
- Brandon Ross : basse
- Luther Rochester : claviers

## Discographie
- 2003 : The Bed, Flameshovel Records
- 2004 : I Have Been to Beautiful Places, Flameshovel Records
- 2006 : All the Love I Could Find[1], Flameshovel Records

## Sources
- biographie
- discographie
- Chicago Tribune
- Chicago Reader
- Austin Chronicle